# Marine-Brigade Ehrhardt

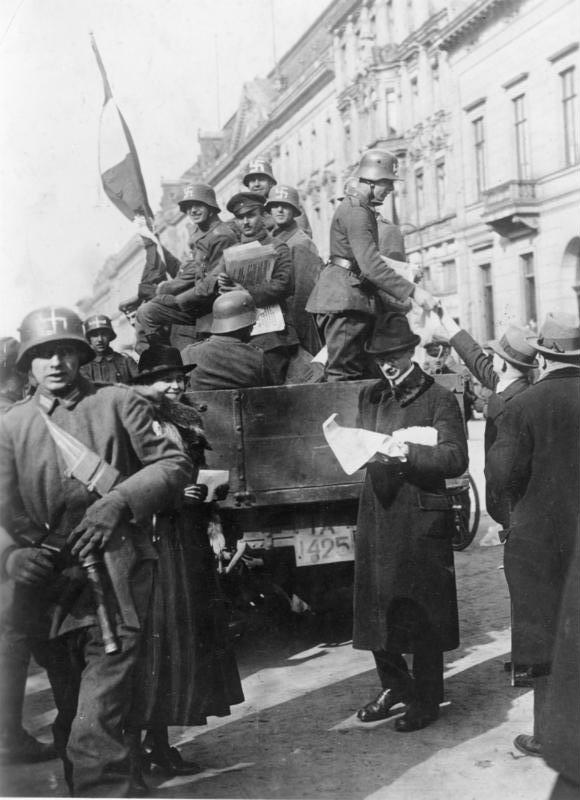
Angehörige der Marinebrigade Ehrhardt am 13. März 1920 während des Kapp-Putsches in Berlin

Die Marine-Brigade Ehrhardt, auch Brigade Ehrhardt genannt, war ein Freikorps der Zeit nach dem Ersten Weltkrieg, das am 17. Februar 1919 als 2. Marine-Brigade in Wilhelmshaven aus Angehörigen der ehemaligen Kaiserlichen Marine – überwiegend Offizieren und Deckoffizieren – unter der Führung von Korvettenkapitän Hermann Ehrhardt aufgestellt wurde. Die Marinebrigade wurde vor allem bei der Niederschlagung der Münchner Räterepublik sowie beim „Grenzschutz Ost“ gegen die Aufstände in Oberschlesien eingesetzt. Angesichts ihrer bevorstehenden Auflösung gehörte die Marinebrigade im März 1920 zu den wesentlichen Trägern des Kapp-Putsches und besetzte Berlin. Ehemalige Angehörige der im April 1920 aufgelösten Brigade bildeten unter der Führung Hermann Ehrhardts die Geheimorganisation Organisation Consul, die zahlreiche Attentate und Morde verübte, um die Weimarer Republik zu stürzen, etwa die Attentate auf Walther Rathenau und Matthias Erzberger.

## Entstehung und Gliederung der Formation
In Wilhelmshaven hatte sich während der Novemberrevolution am 11. November 1918 ein Arbeiter- und Soldatenrat gebildet, der die vollziehende Gewalt übernahm. Am 7. November wurde als Exekutivgremium ein 21-er Rat gegründet, als dessen Vorsitzender Bernhard Kuhnt fungierte. Er war am 11. November an der Ausrufung des Freistaates Oldenburg beteiligt und wurde sogar der erste Präsident dieses Landes, das nach Wahlen am 19. Januar von der Mehrheitssozialdemokratischen Partei Deutschlands und bürgerlichen Parteien regiert wurde. Trotzdem trat Kuhnt der USPD bei und hatte zusammen mit dem von der USPD beherrschten 21-er Rat in Wilhelmshaven offensichtlich Sympathien für einen drohenden kommunistischen Umsturz. Diesen führten am 27. Januar Bremer Kommunisten mit Wilhelmshavener Genossen aus. Die Putschisten eroberten wichtige Gebäude der Stadt Wilhelmshaven und raubten aus der Reichsbankfiliale 40.000 Reichsmark. Sie erklärten Wilhelmshaven zur sozialistischen Räterepublik. Als die Putschisten vereinzelt auf Widerstand stießen, verschanzten sie sich in der 1000-Mann Kaserne. Mittlerweile hatten sich viele Bürger vor dem Tagungsort des 21-er Rates versammelt und die Beendigung des Putsches gefordert. Der 21-er Rat versprach zwar, Maßnahmen gegen die Verschanzten zu ergreifen, verhielt sich allerdings zurückhaltend, um eine unblutige Kapitulation zu erreichen. Inzwischen hatten sich etwa 300 Offiziere und Berufssoldaten der früheren Kaiserlichen Marine unter Beteiligung von Korvettenkapitän Hermann Ehrhardt zusammengefunden, die sich gewaltsam bewaffneten und zum Sturm auf die Kaserne ansetzten. Sie beschossen die Kaserne mit Geschützen und Maschinengewehren. Morgens am 28. Januar ergaben sich die 400 Putschisten. Bei der Erstürmung gab es acht Tote und viele Verletzte. Der 21-er Rat war durch seine Tatenlosigkeit und die Duldung des Putsches kompromittiert. Sein Vorsitzender Kuhnt flüchtete und wurde noch am gleichen Tag verhaftet. Der „Sturm auf die 1000-Mann Kaserne“ galt der Brigade später als ihre Geburtsstunde.
Die Reichsregierung, beunruhigt durch gleichzeitige Putsche in Bremen und anderen Städten, schickte am 20. Februar einen Teil der Division Gerstenberg nach Wilhelmshaven, die Anfang Februar schon die Bremer Räterepublik beseitigt hatte. Das Landesschützenkorps Röder übernahm zusammen mit dem sozialdemokratischen Reichskommissar Paul Hug die Macht und löste den Arbeiter- und Soldatenrat auf und entwaffnete das Arbeiterbataillon. Schon vorher hatte die Reichsregierung beschlossen, zur Bekämpfung von Räterepubliken freiwillige Truppen in Wilhelmshaven aufzustellen. Der Grund dafür war, dass Wilhelmshaven als Reichskriegshafen voller Soldaten war und dass viele Soldaten dort gegen linksradikale Bestrebungen eingestellt waren.
Am 13. Februar 1919 erschien in der mehrheitssozialistisch eingestellten Tageszeitung Wilhelmshaven Die Republik ein Anzeige mit dem auszugsweisen Text:

„Aufruf zur Bildung einer Regierungstruppe in Wilhelmshaven. Die Reichsregierung hat mir den Befehl erteilt, in Wilhelmshaven eine Regierungstruppe zu bilden, die der Regierung direkt unterstehend, dieser für den Grenzschutz Ost zur Verfügung steht. […] unterzeichnet vom Leiter der Marinestation Nordsee Michelsen.“

Diese Anzeige erschien häufiger. In späteren Anzeigen wurde als Aufgabe auch die Verhütung innerer Unruhen genannt. Für diese Truppe fanden sich vor allem ehemalige Marineangehörige. Am 17. Februar 1919 erhielt Ehrhardt den Auftrag, diese Truppe unter der Bezeichnung 2. Marinebrigade Wilhelmshaven zusammenzustellen. Damit konnte er bestimmen, welche politische Ausrichtung die Mitglieder seiner Brigade hatten. Die Brigade sollte eine mobile Einheit sein und reichsweit bei Aufständen eingesetzt werden. Ab dem 24. März unterstand die Marinebrigade Wilhelmshaven dem Garde-Kavallerie-Schützen-Korps unter Generalleutnant von Hofmann und bildete so einen Teil der Division von Lettow.
Die Brigade bestand zunächst nur aus vier infanteristischen Kompanien mit insgesamt 367 Mann. Im Zuge des weiteren Aufwuchses und der Aufstellung neuer Einheiten gliederte sich die Brigade seit ihrer Verlegung nach Jüterbog am 30. März 1919 in das 3. und 4. Marine-Regiment sowie einen Brigade-Stab (Ia war Hauptmann i. G. Kempt). Das 3. Marine-Regiment (Korvettenkapitän Lambert Werber) verfügte über sechs Infanterie-Kompanien, wobei die 1. Kompanie mit Deckoffizieren, die 2. Kompanie mit Ingenieursaspiranten und die 3. Kompanie mit Unteroffizieren aufgefüllt wurden. Die anderen Kompanien wurden mit Mannschaftsdienstgraden aufgestellt. Außerdem war dem Regiment die so genannte Sturm-Kompanie, die mit Offizieren, Fähnrichen und Kadetten aufgestellt wurde, unterstellt. Das 4. Marine-Regiment (Major von Puttkammer) verfügte neben sechs Infanterie-Kompanien über eine Maschinengewehr-Kompanie, eine Pionier-Kompanie sowie eine Batterie mit 7,7-cm-Feldkanonen.
Nach ihrer Verlegung nach München am 29. April 1919 hatte die 2. Marine-Brigade Wilhelmshaven folgende Gliederung eingenommen: Brigade-Stab, Marine-Regiment 3 mit I. und II. Bataillon, Marine-Regiment 4 mit I. und II. Bataillon, Kompanie Wilhelmshaven, Sturm-Kompanie, Minenwerfer-Kompanie mit zwei mittleren und sechs leichten Minenwerfern, Pionier-Kompanie, Flammenwerfer-Zug, 1. Batterie mit vier 7,7-cm-Feldkanonen und 2. Batterie mit vier leichten Feldhaubitzen und 12 schweren Maschinengewehren. Die Stärke der Brigade betrug zu diesem Zeitpunkt etwa 1500 Mann.

## Uniformierung, Abzeichen und Feldzeichen
Die Angehörigen der Marine-Brigade trugen die feldgraue Uniform der Alten Armee, wobei die Sturm-Kompanie einheitlich Mannschaftsuniform ohne Dienstgradabzeichen hatte. Am Kragen der Feldbluse war der Gardestern mit Anker angebracht.
Ab etwa Februar 1919 trugen die Angehörigen der Marine-Brigade als besonderes Abzeichen auf dem linken Oberarm das Sonderabzeichen der 2. Marine-Brigade Wilhelmshaven. Das Abzeichen bestand aus silberfarbenem Weißblech und zeigt innerhalb eines eiförmig gelegten Taues ein auf Wellen segelndes Wikingerschiff mit einem einzelnen Mann am Steuer. Das Wasser ist nach unten durch eine ornamentierte Schrifttafel mit der Aufschrift „Wilhelmshaven“ in Frakturschrift abgeschlossen. Darunter in quer schraffiertem Grunde zwei mit Bändchen gebundene Eichenbrüche, die aus drei Blättern mit einer Eichel bestehen. Nach Auflösung der Brigade führten Nachfolgeorganisationen das Abzeichen in abgewandelter Form weiter; der Schriftzug „Wilhelmshaven“ wurde durch die Inschrift „Ehrhardt“ ersetzt.
Als Feldzeichen führte die Sturm-Kompanie und jedes Bataillon der Marine-Brigade die kaiserliche Reichskriegsflagge.
Ab etwa Oktober 1919 schmückten sich die Mitglieder der Brigade mit antisemitischen Kennzeichen. So führten sie bei der Rückkehr von den Einsätzen gegen die Aufständischen in Oberschlesien das Hakenkreuz an ihrem Helm.

## Einsätze

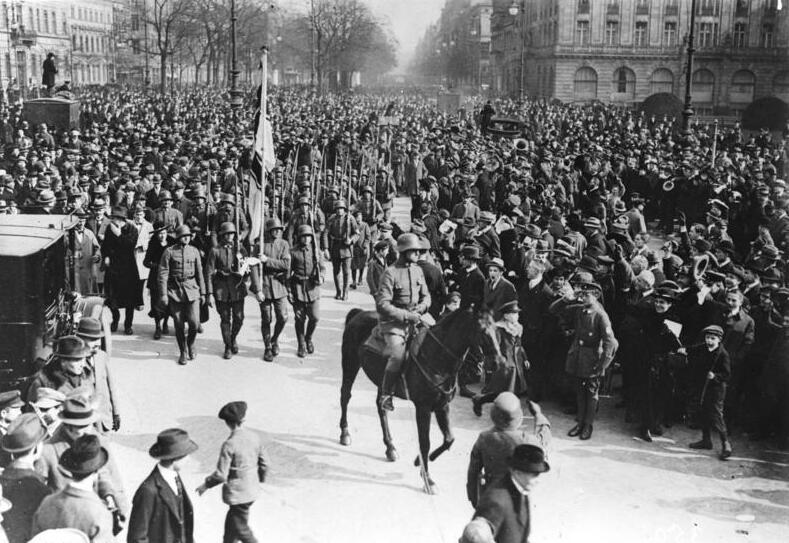
Marine-Brigade Ehrhardt während des Kapp-Putsches 1920 in Berlin

Der erste Einsatz führte die Brigade am 17. April 1919 nach Braunschweig, wo sie zusammen mit anderen Einheiten des Freikorps Maercker den Versuch der Errichtung einer Räterepublik vereitelte. Von dort wurde die Brigade nach Ohrdruf in Thüringen verlegt, wo sie für den Kampf gegen die Münchner Räterepublik bereitgehalten wurde. Der eigenmächtige und voreilige Vorstoß der Brigade nach München führte zu erbitterten Straßenkämpfen, in denen der Arbeiteraufstand schließlich niedergeschlagen wurde. In diesen Kämpfen ließen mehr als 1000 Kämpfer ihr Leben; außerdem wurden rund 800 Männer und Frauen arrestiert und hingerichtet. Das brutale Vorgehen des Freikorps in den Straßenkämpfen, einschließlich der Misshandlung und Erschießung von Verhafteten sowie von Plünderungen, verdeutlicht die zunehmende Verselbständigung der Freikorps-Bewegung im Kampf gegen die Revolutionäre. Seit Sommer 1919 dachte man daher in der Marineführung über die Auflösung der Brigade nach.
Im August 1919 wurde die Brigade in Oberschlesien stationiert, bevor sie im November 1919 in das Lager Döberitz in der Nähe Berlins verlegt wurde. Im März 1920 erging der Befehl, die Brigade Ehrhardt aufzulösen. Ihre Führer – entschlossen, sich der Auflösung zu widersetzen – appellierten an Reichswehr-General Walther von Lüttwitz in Berlin. Lüttwitz, einer der Organisatoren der Freikorps in den Jahren 1918 und 1919 und ein glühender Monarchist, wandte sich an Reichspräsident Friedrich Ebert und Reichswehrminister Gustav Noske, um die Auflösung zu stoppen. Als Ebert dies ablehnte, befahl Lüttwitz der Brigade, nach Berlin zu marschieren. In der Nacht vom 12. März auf den 13. März 1920 marschierte die Brigade nach Berlin und besetzte während des Kapp-Putsches 1920 mit etwa 2000 bis 6000 Mann das Regierungsviertel.
Nach dem Zusammenbruch des Putsches baute Vizekanzler Eugen Schiffer Lüttwitz, Ehrhardt und Kapp „Goldene Brücken“, um diese zu einer friedlichen Aufgabe zu bewegen. Der neue Reichswehrchef Seeckt sprach in einem Tagesbefehl vom 18. März lobend über die Disziplin der Brigade und sicherte Ehrhardt am nächsten Tag schriftlich Schutz vor Verhaftung zu. Erst daraufhin marschierte die Brigade aus Berlin ab, mit Gesang und fliegenden Fahnen, wie sie einmarschiert war. Als am Brandenburger Tor aus einer unfreundlichen Menschenansammlung Buhrufe laut wurden, feuerten sie kurzentschlossen mit Maschinengewehren in die Menge hinein. Zwölf Tote und dreißig Schwerverletzte blieben zurück auf dem Pflaster des Pariser Platzes.
Am 20. April 1920 wurde die Brigade Ehrhardt auf dem Truppenübungsplatz Munster offiziell aufgelöst. Ein Großteil wurde als „zuverlässige Kader“ in die Reichsmarine übernommen, der Rest ging in den Untergrund und lebte unter verschiedenen Deckmänteln weiter, darunter dem „Bund ehemaliger Ehrhardt-Offiziere“, der „Organisation Consul“, dem Bund Wiking und dem „Sportverein Olympia“, bis sie endgültig von der Bildfläche verschwanden.

## Das Ehrhardt-Lied
Als die Truppe 1920 wegen der Beteiligung bei dem Kapp-Putsch in Munsterlager demobilisiert wurde, dichtete ein Brigadeangehöriger ein Lied, das als Ehrhardt-Lied bekannt wurde. Es wurde überall dort gesungen, wo man eine republikfeindliche Haltung vom nationalen Standpunkt demonstrieren wollte.

## Bekannte Mitglieder
Bekannte Mitglieder der Brigade und ihre späteren Dienstgrade bzw. Positionen waren u. a.:
- Kurt Blome (1894–1969), Offizier, Medizinstudent und Assistenzarzt
- Friedrich Bonte (1896–1940), Kommodore
- Günther Brandt (1898–1973), Korvettenkapitän der Reserve
- Franz Breithaupt (1880–1945), SS-Obergruppenführer und General der Waffen-SS
- Karl-Friedrich Brill (1898–1943), Fregattenkapitän der Reserve
- Werner von Fichte (1896–1955), SA-Obergruppenführer
- Hermann Fischer (1896–1922), Rathenaumörder
- Bruno Fortmann (1894–1970), Mediziner und Rassenhygieniker
- Thomas Girgensohn (1898–1973), SA-Gruppenführer
- Eberhard Godt (1900–1995), Konteradmiral
- Curt von Gottberg (1896–1945), SS-Obergruppenführer und General der Waffen-SS und Polizei
- Erik Hansen (1889–1967), General der Kavallerie
- Friedrich Wilhelm Heinz (1899–1968), Journalist und Nachrichtendienstler, später Widerständler gegen das NS-Regime
- Ludolf von Hohnhorst (1899–1978), Konteradmiral
- Günther Horstmann (1894–1993), Konteradmiral
- Dietrich von Jagow (1892–1945), SA-Obergruppenführer
- Helmuth Johnsen (1891–1947), Bischof
- Karl Kaufmann (1900–1969), Reichstagsabgeordneter, Gauleiter von Hamburg
- Werner Kempf (1886–1964), General der Panzertruppe
- Erwin Kern (1898–1922), Rathenaumörder
- Manfred von Killinger (1886–1944), SA-Obergruppenführer
- Gustav Kleikamp (1896–1952), Vizeadmiral
- Friedrich-Wilhelm Krüger (1894–1945), SS-Obergruppenführer und General der Waffen-SS
- Franz-Maria Liedig (1900–1967), Adjutant von Hermann Ehrhardt (1881–1971), später Widerständler gegen das NS-Regime
- Eugen Lindau (1883–1960), Admiral z.V.
- Ernst Lucht (1896–1975), Konteradmiral
- Wilhelm Petersen (1900–1987), NS-Kunstmaler
- Hartmut Plaas (1899–1944), Publizist
- Karl-Jesko von Puttkamer (1900–1981), Konteradmiral
- Ernst von Salomon (1902–1972), Schriftsteller
- Bruno Sattler (1898–1972), SS-Sturmbannführer, Referatsleiter im RSHA und Gestapo-Chef von Belgrad
- Otto Schniewind (1887–1964), Generaladmiral
- Julius Schreck (1898–1936), SS-Ehrenführer
- Heinrich Schulz (1893–1979), Attentäter auf Erzberger
- Karl Schulz (1905–1989), Reichstagsabgeordneter, Oberstleutnant, SS-Obersturmbannführer, Einsatzleiter Ghetto Litzmannstadt
- Martin Seidel (1898–1945), Reichstagsabgeordneter
- Hermann Souchon (1895–1982), Leutnant zur See, mutmaßlicher Mörder Rosa Luxemburgs
- Theodor Spieß  (1890–1962), Generalleutnant (Luftwaffe)
- Hans-Hubertus von Stosch (1889–1945), Vizeadmiral
- Ernst Werner Techow (1901–1945), Rathenaumörder
- Hans Gerd Techow (1905–1992), Publizist, Jurist und Verleger
- Heinrich Tillessen (1894–1984), Erzbergermörder
- Karl Tillessen (1891–1979), Stellvertreter von Hermann Ehrhardt in der Organisation Consul
- Wolf von Trotha (1884–1946(?)), Vizeadmiral z.V.
- Ernst Wegner (1900–1945), Mediziner und Politiker der NSDAP
- Hans-Heinrich Wurmbach (1891–1965), Admiral

## Denkmal
Ein Denkmal für die Gefallenen der Marine-Brigade Ehrhardt wurde im Juli 1921 auf Borkum enthüllt.